# LazPaint
LazPaint — програма для маніпуляцій з зображеннями, по функціональності нагадує графічні редактори PaintBrush і Paint.NET.
Спочатку проєкт розвивалася для демонстрації можливостей графічної бібліотеки BGRABitmap, яка надає розширені функції малювання в середовищі розробки Lazarus. Застосунок написано мовою Pascal з використанням платформи Lazarus (Free Pascal) і поширюється під ліцензією GPLv3. Бінарні складання підготовлені для Linux, Windows і macOS.

## Можливості
Програма Надає можливості
- відкриття і запис графічних файлів в різних форматах, включаючи багатошарові зображення і 3D-файли,
- типові інструменти для малювання з підтримкою шарів,
- засоби для виділення частин зображень з підтримкою згладжування і зміни по масці.

Надається колекція фільтрів для розмиття, зміни контурів, сферичної проєкції тощо. Є інструменти для забарвлення, зміни кольорів, освітлення / затемнення і коригування кольору. Можливо використання LazPaint з консолі для перетворення форматів і модифікації зображень (обертання, масштабування, переворот, вивід ліній і градієнтів, зміна прозорості, заміна кольорів тощо).

## Виноски
1. ↑  Lazpaint development thread
2. ↑  LazPaint i18n directory